# Manfred Bauer (Physiker)
Manfred Bauer (* 1955) ist ein deutscher Physiker.

## Leben
Manfred Bauer studierte Physik, Mathematik und Astronomie an der Ruprecht-Karls-Universität Heidelberg, wo er 1988 am Institut für Theoretische Physik bei Berthold Stech promovierte. Zusammen mit ihm und Manfred Wirbel entwickelte er das einflussreiche „Bauer-Stech-Wirbel-Modell“ (kurz „BSW-Modell“ oder „BSW-Framework“) zum semi-leptonischen Zerfall schwerer Mesonen.

## Publikationen
- Manfred Bauer: Administratives IT-Risikomanagement. In: Torsten Gründer und Joachim Schrey (Hrsg.): Managementhandbuch IT-Sicherheit – Risiken, Basel II, Recht. Erich Schmidt, Berlin 2007, ISBN 978-3-503-10002-6, S. 159–179.
- Manfred Bauer und Manfred Wirbel: Formfactor Effects in Exclusive D and B Decays. In: Zeitschrift für Physik C. Band 42, Nr. 4, 1989, ISSN 1431-5858, S. 671–678, doi:10.1007/BF01557675 (englisch).
- Manfred Bauer: Polarization Effects in Heavy Meson Decays. In: AIP Conference Proceedings. Band 187, 1989, ISSN 1551-7616, S. 445–455, doi:10.1063/1.38240 (englisch).
- Manfred Bauer, Berthold Stech und Manfred Wirbel: Exclusive Non-Leptonic Decays of D-, Ds- and B-Mesons. In: Zeitschrift für Physik C. Band 34, Nr. 1, 1987, ISSN 1431-5858, S. 103–115, doi:10.1007/BF01561122 (englisch).
- Manfred Wirbel, Berthold Stech und Manfred Bauer: Exclusive Semileptonic Decays of Heavy Mesons. In: Zeitschrift für Physik C. Band 29, Nr. 4, 1985, ISSN 1431-5858, S. 637–642, doi:10.1007/BF01560299 (englisch).
- Manfred Bauer und Berthold Stech: Exclusive D-Decays. In: Physics Letters B. Band 152, Nr. 5–6, 1985, ISSN 0370-2693, S. 380–384, doi:10.1016/0370-2693(85)90515-5 (englisch).